# Boosted Dart
Boosted Dart ist die Bezeichnung einer einstufigen US-amerikanischen Höhenforschungsrakete, die auf der Loki Dart basiert. Die Boosted Dart hatte eine Länge von 3,30 m, einen Durchmesser von 10 cm und konnte Höhen von circa 70 km erreichen.
Der Erstflug erfolgte am 12. Januar 1966 von Wallops Island. Im Rahmen internationaler Kooperationen der NASA wurden viele Boosted Darts im Ausland gestartet:
- Argentinien: Im Rahmen des internationalen Projekts Exametnet vom Startplatz CELPA (Juli 1966 bis August 1968)
- Brasilien vom CLBI bei Natal (1966–1968)
- Indien: Vom Startplatz TERLS bei Thumba für meteorologische Untersuchungen im Rahmen der Indian Ocean Expedition (1964–1966)
- Pakistan: Vom Startplatz Sonmiani Flight Test Range für meteorologische Untersuchungen im Rahmen der Indian Ocean Expedition (1964–1967)
- Spanien: von El Arenosillo in der Provinz Huelva für meteorologische Messungen (1966–1968)